# نيك ديمبسي
نيك ديمبسي (بالإنجليزية: Nick Dempsey)‏ هو متسابق يخت بريطاني، ولد في 13 أغسطس 1980 في نورتش في المملكة المتحدة.

## وصلات خارجية
- نيك ديمبسي على موقع الاتحاد الدولي للملاحة الشراعية (موقع جديد) (الإنجليزية)
- نيك ديمبسي على موقع الاتحاد الدولي للملاحة الشراعية (موقع قديم) (الإنجليزية)
- نيك ديمبسي على موقع اللجنة الأولمبية الدولية (الإنجليزية)
- نيك ديمبسي على موقع أوليمبيديا (الإنجليزية)
- نيك ديمبسي على موقع اللجنة الأولمبية البريطانية (الإنجليزية)